# Santa Ana de Tusi (distrito)
Santa Ana de Tusi é um distrito do Peru, departamento de Pasco, localizada na província de Daniel Alcides Carrión.

## Transporte
O distrito de Santa Ana de Tusi é servido pela seguinte rodovia:
- PA-104, que liga o distrito de Chaupimarca à cidade de  Pallanchacra
- PA-103, que liga o distrito de  Chaupimarca à cidade de Yanahuanca[2][3][4]